# BAP La Pedrera (SS-49)
El BAP La Pedrerea (SS-49), originalmente USS Sea Poacher (SS-406), fue un submarino clase Balao que sirvió en la Armada de los Estados Unidos y en la Marina de Guerra del Perú.

## Construcción y características
Fue construido en el Portsmouth Navy Yard, Portsmouth, Nuevo Hampshire. La puesta de quilla fue el 23 de febrero de 1944 y la botadura el 20 de mayo de 1944. El 31 de julio de 1944, entró en servicio, bautizado como USS Sea Poacher (SS-406).
Desplazaba 1870 t (toneladas) en superficie y 2440 t sumergido. Tenía una eslora de 93,8 m (metros), una manga de 8,2 m y un calado de 5,2 m. Su sistema de propulsión diésel-eléctrico se componía por tres motores diésel y dos motores eléctricos. Su armamento principal constaba de diez tubos lanzatorpedos del calibre 533 mm (milímetros) para disparar torpedos MK14 mod.3A y torpedos MK-37 Mod.2 y 3.

## Servicio
Entre mayo y julio de 1945, el USS Sea Poacher hundió al menos ocho naves japonesas de pequeño tamaño con fuego de cañones, patrullando el archipiélago japonés.
En 1974, la Marina de Guerra del Perú adquirió los submarinos USS Atule y USS Sea Poacher, los cuales recibieron los nombres de «BAP Pacocha» y «BAP Pabellón de Pica», respectivamente. Posteriormente, el Pabellón de Pica fue renombrado como «La Pedrera». El submarino La Pedrera prestó servicios en el país sudamericano hasta su retiro en 1995.